# Wilhelm Gotthold Büttner
Wilhelm Gotthold Büttner († 1848) war ein Wundarzt und Berliner Gutsbesitzer im 19. Jahrhundert.

## Leben
Büttner gehörte zu den größten Grundbesitzern der Stadt Berlin, welche er in seinem Leben zur größten Ackerwirtschaft entwickelte. Allein die nördlich der Stadtgrenze gelegenen Flächen hatten eine Größe von etwa 100 Hektar (400 Morgen).
Durch die Heirat 1812 mit der Witwe des Berliner Gutsbesitzers August Kraaz gelangte Büttner an einen Teil des Erbes des Arrendators Martin Kraatz, der als Unterpächter von Lichtenberg im 18. Jahrhundert in den Vororten und in Berlin etliche Grundstücke und Rechte erwerben konnte.
Das Wichtigste war das Berliner Hüterecht, die sogenannte Schäferei-Gerechtigkeit, ein ehemals hoheitliches Recht, welches Büttner für verschiedene Gebiete (beispielsweise im heutigen Wedding und in Moabit) besaß. Durch die Heirat verband er verschiedene Ansprüche, was zu enormer wirtschaftlichen Größe führte. Wenn seine Schafherden Unter den Linden entlang zu ihren Weiden getrieben wurden, sagten die Leute, „sie reichen, so weit der Himmel blaut“. Als Größe wurden 1200 Tiere angegeben, die er allein auf der Berliner Feldmark grasen lassen durfte.
Im Jahr 1821 kam es zu einer gerichtlichen Auseinandersetzung mit dem Preußischen Staat über die sogenannte Büttnersche Feldmark. Im Ergebnis verlor Büttner die Hälfte seiner Moabiter Felder und Wiesen, die damals bei ca. 550 Morgen einen Wert von 387.000 Talern hatten. Auf dem Gebiet zwischen der heutigen Rathenower Straße und der Lehrter Straße wurden Kasernen für das Militär errichtet. Heute befinden sich dort Einrichtungen der Berliner Polizei, das Amtsgericht Tiergarten und Sportstätten wie das Poststadion. Eine Straße in diesem Gebiet trug in der Mitte des 19. Jahrhunderts den Namen Büttnersches Feld.
Nach dem Tod seiner Frau zahlte er deren Kinder aus erster Ehe aus und behielt den Gutsbetrieb. Zu dem Gutsbetrieb gehörten einige Weinberge in der Gegend des heutigen Volksparks am Weinbergsweg. Diese verkaufte er 1823 an den Mühlenmeister Passow, der auf dem Prenzlauer Berg mit anderen Besitzern mehrere Mühlen betrieb. In späteren Jahren übernahm diese Gebiete dessen Schwiegersohn Bötzow (Georg oder Julius?), der an der Gründung der Bötzow-Brauerei maßgeblich beteiligt war.
1824 verkaufte Büttner an der Metzer Straße ein Gelände an die Jüdische Gemeinde, die dort ein Waisenhaus und den Jüdischen Friedhof Schönhauser Allee errichteten.
Seine Töchter aus zweiter Ehe heirateten angesehene Berliner Bürger. Die Ältere, Marie, heiratete Franz Bötzow und Agnes, die Jüngere, 1844 den Arzt Ferdinand Spickermann.